# Harth-Pöllnitz
Harth-Pöllnitz è un comune di 2 817 abitanti della Turingia, in Germania.
Appartiene al circondario (Landkreis) di Greiz (targa GRZ) ed è indipendente delle comunità amministrative (Verwaltungsgemeinschaft).